# Inari
För orten och kommunen i finska Lappland, se Enare. För asteroiden, se 1532 Inari.

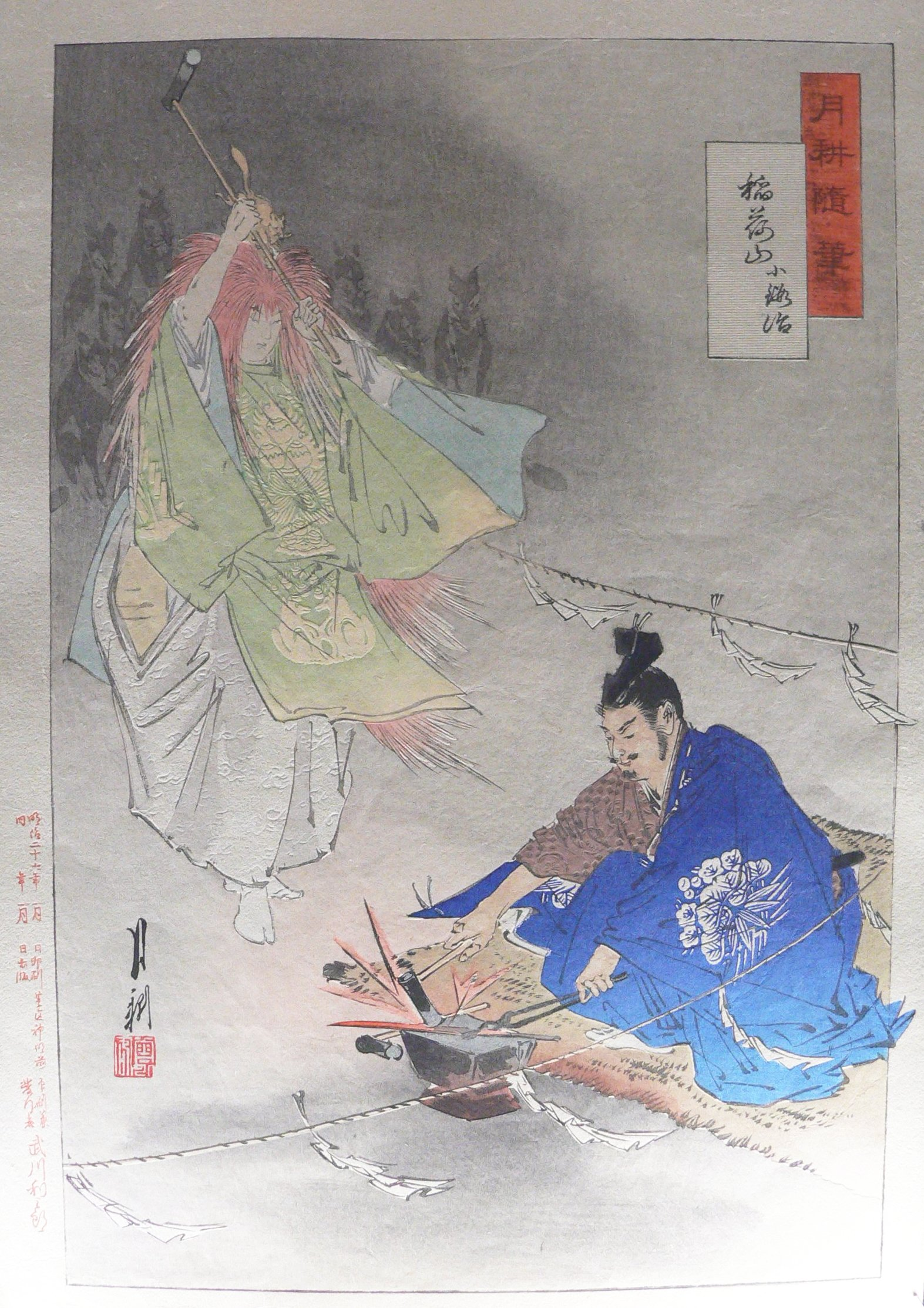
Svärdssmeden Munechika (tidigt tiohundratal), får benägen hjälp av Inari och hennes rävandar, när han tillverkar katana-klingan ko-kitsune-maru (rävungen)

Inari (jap. 稲荷) är risets, jordbrukets, fertilitetens och rävarnas gudom kami i japansk shintō-mytologi.

Inari brukar antingen gestaltas som en rödräv, kitsune, eller som en vis och skäggig man, som bor bland höga berg och har rödräven i vinterdräkt som sin budbärare. Vid alla Inarialtare finns också en rävstatyett, som vördas av svärdssmeder och när man önskar sig god skörd eller bara en välsignelse.